# Glorieta de Alcoy
La Glorieta es el parque público urbano más antiguo de Alcoy, (Alicante), Comunidad Valenciana. Se encuentra situado en la plaza de Ramón y Cajal, en el casco histórico de Alcoy, con una verja de hierro que muestra el motivo modernista art nouveau del latiguillo.

## Historia
La Glorieta fue construida en el año 1836 sobre unos terrenos pertenecientes al huerto del convento de San Francisco, fundado en 1569 y afectado por la desamortización de Mendizábal en 1835.
La Glorieta ha experimentado varias reformas, siendo la más característica e importante de todas la realizada en 1899 por el arquitecto alcoyano Vicente Pascual Pastor, que creó un gran paseo de circunvalación sobre un espacio elíptico dividido en tres grandes avenidas, que a su vez están subdivididas con parterres a la inglesa. 
En la reforma del año 1899 el alumbrado de la Glorieta fue diseñado por el ingeniero alcoyano José Cort Merita.